# Петровка (Сызранский район)
Петровка — деревня в Сызранском районе Самарской области России. Входит в состав сельского поселения Ивашевка.

## География
Деревня находится в западной части Самарской области, в пределах Приволжской возвышенности, в лесостепной зоне, на левом берегу реки Тишерек, на расстоянии примерно 10 километров (по прямой) к северо-северо-востоку (NNE) от города Сызрани, административного центра района. Абсолютная высота — 73 метра над уровнем моря.
Климат
Климат характеризуется как умеренно континентальный. Среднегодовая температура — 4,7 °C. Средняя температура воздуха самого тёплого месяца (июля) — 20,8 °C (абсолютный максимум — 39 °C); самого холодного (января) — −11,7 °C (абсолютный минимум — −44 °C). Среднегодовое количество атмосферных осадков составляет 470 мм, из которых около 305 мм выпадает в период с апреля по октябрь. Снежный покров образуется в третьей декаде ноября и держится в течение 138 дней.
Часовой пояс
Деревня Петровка, как и вся Самарская область, находится в часовой зоне МСК+1. Смещение применяемого времени относительно UTC составляет +4:00.

## Население
| 2010 |
| ---- |
| 0    |